# سرهی بولبات
سرهی بولبات (اوکراینی: Сергій Сергійович Болбат؛ زادهٔ ۱۳ ژوئن ۱۹۹۳) بازیکن فوتبال اهل اوکراین است.
از باشگاه‌هایی که در آن بازی کرده‌است می‌توان به باشگاه فوتبال متالورگ دونتسک، باشگاه فوتبال متالیست خارکوف، باشگاه فوتبال لوکرن اوست والاندرن، و باشگاه فوتبال شاختار دونتسک اشاره کرد.
وی همچنین در تیم‌های ملی فوتبال زیر ۲۱ سال اوکراین و اوکراین بازی کرده‌است.